# Carlo Montù
Carlo Montù (Torino, 10 gennaio 1869 – Bellagio, 19 ottobre 1949) è stato un militare, politico, ingegnere, calciatore e dirigente sportivo italiano, deputato nella 23ª legislatura (1909-1913).
Partecipò come ufficiale alla Guerra di Libia e alla prima guerra mondiale, durante le quali fu pluridecorato al valor militare (3 medaglie d'argento e 2 medaglie di bronzo).
Dal 1914 in poi fu il più attivo e appassionato promotore del movimento olimpico in Italia. Vicepresidente del CONI dal 1915, ne tenne la direzione in qualità di commissario fra il 1920 ed il 1921, fino all'elezione dell'avvocato Francesco Mauro. Durante questo periodo curò molto il coordinamento fra le varie federazioni sportive e migliorò i rapporti fra di esse ed il Comitato Nazionale che divenne una federazione di federazioni. È stato presidente della Federazione Schermistica Italiana dal 1919 al 1923. Prese la decisione di trasferire la sede del CONI a Roma. Fu membro del CIO dal 1913 al 1939. Dal 1945 al 1949 fu presidente della Federazione Italiana Canottaggio.

## Biografia

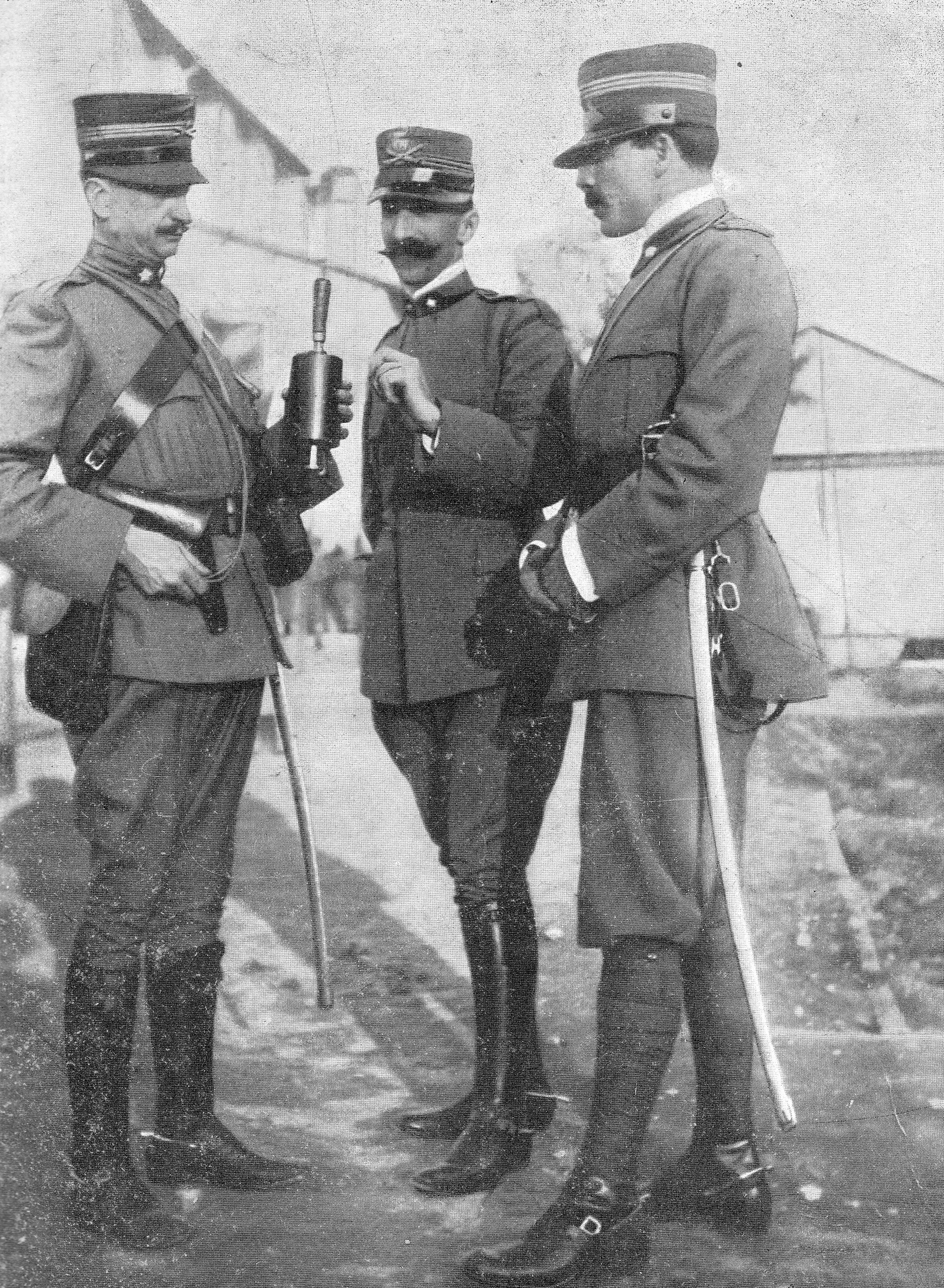
L'onorevole Carlo Montù a sinistra, il tenente Aurelio Bontempelli ideatore della bomba e a destra il capitano Maltese.

Figlio di Ernesto Montù e Ida Bosso, originari di Livorno Vercellese, ora Livorno Ferraris, entra nella Regia Accademia Militare di Torino il 1º ottobre 1886, per uscirne il 7 marzo 1889 come sottotenente dell'Arma di Artiglieria, assegnato alla Scuola di Applicazione Artiglieria e Genio di Torino. Trasferito nel 1890 ad Alessandria all'11º reggimento artiglieria, viene dimissionato a domanda e passa ufficiale di complemento nel 1893. Nel 1891 aveva sposato Letizia Calani.
Amante dello sport, tra il 1897 ed il 1898 Montù fece parte della Torinese, uno dei primi sodalizi calcistici italiani, partecipando anche al primo campionato di calcio italiano, disputato nel 1898, ove fu eliminato nella semifinale.
Si laurea a Torino in Ingegneria Elettrotecnica, ed è uno degli ultimi allievi di Galileo Ferraris. Nel periodo successivo si occupa di problemi inerenti alla trazione ferroviaria ed alla costituzione della Società Aviazione Torino che, successivamente, divenne l'Aeroporto di Torino-Aeritalia. Nel 1911 viene richiamato sotto le armi a tempo indeterminato, col grado di capitano d'artiglieria, e viene assegnato al Regio Corpo di Spedizione in Libia. Date le sue precedenti esperienze aeronautiche viene assegnato al Corpo degli Osservatori Aerei e Lanciagranate. Nel corso di una missione di osservazione e bombardamento sulle truppe turche, al fianco del pilota Giuseppe Rossi, il 31 gennaio 1912, viene ferito a Emme-Dauer, presso Tobruch, dal fuoco nemico. È rilevante che questo sia il primo successo del fuoco da terra contro un bersaglio aereo. Rientra in Italia definitivamente il marzo dello stesso anno, gli viene assegnata una medaglia d'argento al valor militare e viene promosso maggiore per meriti di guerra. Il 4 giugno 1912 viene rimesso in congedo definitivo.
Nel periodo antecedente la prima guerra mondiale entra in politica nel Partito Liberale Costituzionale, venendo eletto deputato nella XXIII legislatura del Regno d'Italia (1909-1913). Durante il suo mandato parlamentare sostiene con forza la necessità nazionale di sviluppare la tecnologia aviatoria e organizza a Torino, nell'aprile 1910, il 1º Congresso di Locomozione Aerea in Italia.

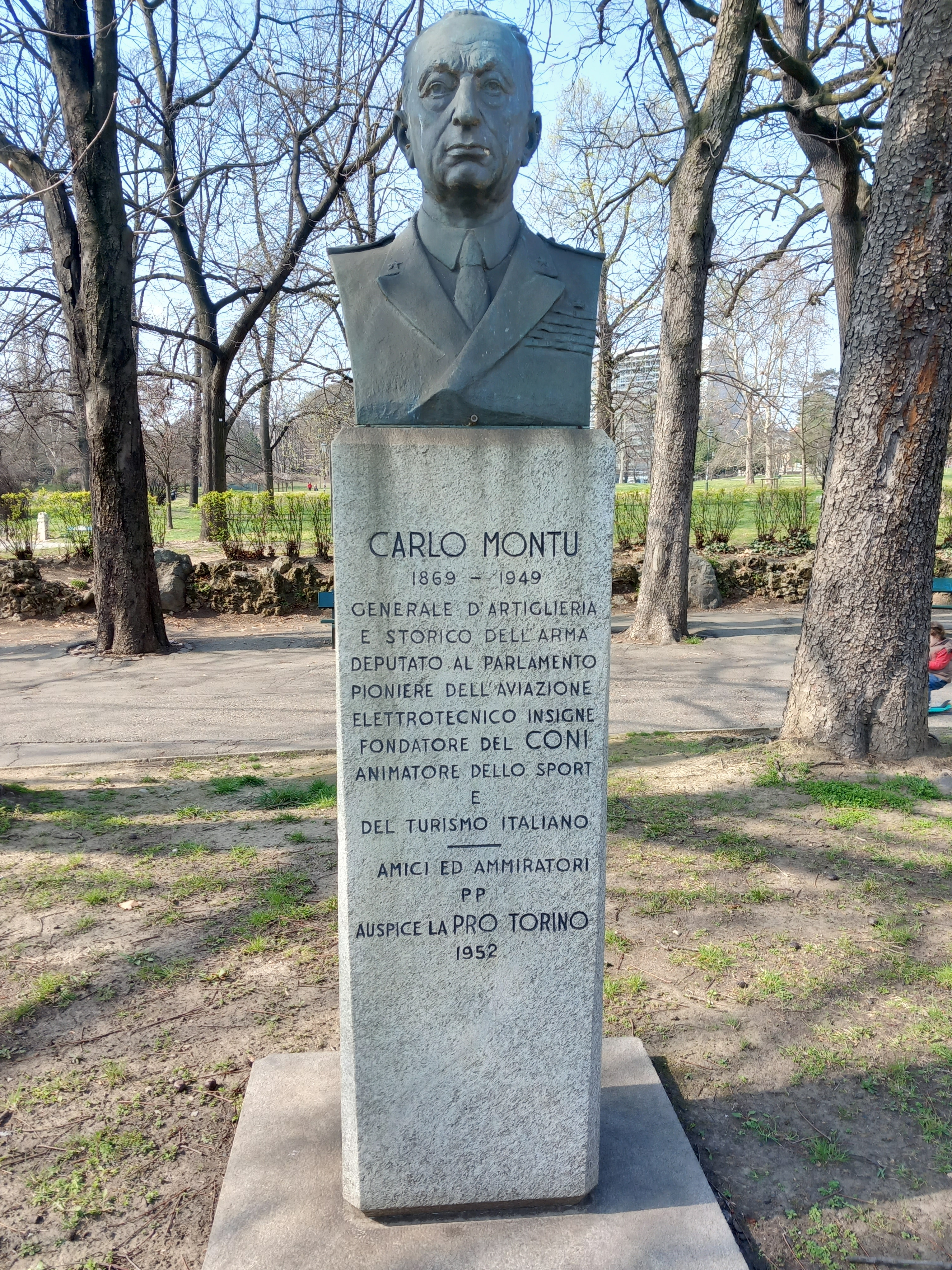
Busto di Carlo Montù

Il 10 dicembre 1914 viene richiamato in servizio nell'esercito e trasferito il 10 marzo 1915 al Battaglione Scuola Aviatori.
Il servizio militare non gli impedisce di accettare la carica di presidente della Federazione Italiana Giuoco Calcio, carica che svolse in modo proficuo e verso lo sviluppo del calcio italiano contribuendo attivamente soprattutto in ambito giovanile offrendo al Comitato Regionale Lombardo la prima Coppa Montù per il primo campionato dei boys organizzato a livello federale, premio che successivamente rimise in palio anche durante la Guerra Mondiale. Il suo militarismo lo portò tuttavia a drammatizzare la situazione politica internazionale, tentando più volte di bloccare il campionato facendosi prendere dall'emozione dello scoppio della guerra fra le potenze straniere. Ci riuscì la mattina dell'ultima giornata, il 24 maggio 1915, giorno dell'entrata italiana nel conflitto, in totale assenza di motivi tecnici al riguardo. La palese ingiustizia verso il Genoa capolista del presidente George Davidson, che si vide così defraudato di due anni di ingenti investimenti economici provocando così una veemente polemica, fu sanata solo anni dopo con la ratifica a tavolino del settimo scudetto rossoblù.
Il 30 ottobre 1916, dopo essere stato promosso tenente colonnello, viene messo al comando del 30º Reggimento Artiglieria da Campagna (Bombardieri), al cui comando resta fino al 15 gennaio 1918, nel frattempo viene promosso colonnello. Dal gennaio 1918 è trasferito in Francia. Il 10 giugno torna sul fronte italiano per prendere il comando del 45º Reggimento Artiglieria da Campagna. Alla fine della guerra viene nominato commissario civile per la regione di Cividale del Friuli. Nel corso della Prima Guerra Mondiale viene decorato due volte con la medaglia d'argento e due volte con la medaglia di Bronzo.
Rientrato nella vita civile si dedica allo sport. Dal 1919 al 1923 ricopre l'incarico di presidente della Federazione Schermistica Italiana. Si occupa anche del Comitato Olimpico Nazionale Italiano (CONI), di cui diviene nel 1920 commissario, per lasciare poi la presidenza nell'anno successivo all'ingegnere Francesco Mauro. Pur continuando a seguire il CONI, negli anni successivi è coautore e direttore del comitato che scrive la Storia dell'Artiglieria Italiana.
Nel corso della seconda guerra mondiale dal 1º aprile 1943 è al Ministero della Guerra con il grado di generale di divisione, senza assegni, con incarichi speciali. Dal 1945 alla sua morte è presidente della Federazione Italiana Canottaggio (FIC). Viene messo definitivamente a riposo dall'Esercito in data 10 gennaio 1947, e muore il 19 ottobre 1949 a Bellagio.
La FIGC gli conferì il riconoscimento di "pioniere del calcio italiano" nel 1949.

## Le opere
Scrive alcuni libri di argomento ferroviario nel periodo 1906-1910, ma la sua opera più importante è la monumentale Storia dell'Artiglieria Italiana, che copre la storia dell'artiglieria in Italia dal Rinascimento alla Prima guerra mondiale.